# Selles, Marne

Selles este o comună în departamentul Marne, Franța. În 2009 avea o populație de 357 de locuitori.